# 莱斯特·卡尼
莱斯特·卡尼（英語：Lester Carney，1934年3月31日—），俄亥俄州人，美国男子田径运动员，主攻短跑。他曾代表美国参加1960年夏季奥林匹克运动会田径比赛，获得男子200米银牌。